# Aiteta albicosta
Aiteta albicosta är en fjärilsart som beskrevs av Bethune-Baker 1906. Aiteta albicosta ingår i släktet Aiteta och familjen trågspinnare. Inga underarter finns listade i Catalogue of Life.